# Sebastian Bader
Sebastian Bader (22 de Janeiro de 1988) é um tenista austríaco destro.

## ATP Challengers finais

### Duplas: 1 (1-0)
| Legenda               |
| ATP Challengers (1–0) |

| Titulos por Piso |
| ---------------- |
| Duro (0–0)       |
| Saibro (1–0)     |
| Grama (0–0)      |
| Carpete (0–0)    |

| Resultado | No. | Data                | Torneio     | Superfície | Parceiro  | Oponentes                         | Placar      |
| --------- | --- | ------------------- | ----------- | ---------- | --------- | --------------------------------- | ----------- |
| Campeão   | 1.  | 28 de Abril de 2014 | Tallahassee | Saibro     | Ryan Agar | Bjorn Fratangelo Mitchell Krueger | 6–3, 7–67–3 |

## Ligações Externas
- Sebastian Bader no site da ATP
- Sebastian Bader na Federação Internacional de Tênis